# موسیقی ترنس
موسیقی ترَنس یا خلسه، سبکی از موسیقی رقص الکترونیک است که در دههٔ ۱۹۹۰ میلادی توسعه پیدا کرد. موسیقی ترنس به‌طور کلّی با ضرباهنگ ۱۱۰ تا ۱۵۰ ضربه در دقیقه، عبارت‌های ملودیک کوتاه، سینث‌سایزر، و فرم موسیقایی که بالا و پایین‌هایی می‌سازد شناخته شده‌است.
اکثر کسانی که در دنیا مشغول ساخت موزیک‌های سبک ترنس هستند اغلب دی جی‌ها می‌باشند و افراد زیادی مانند تیستو(Tiesto) آرمین وَن بیورن، دیمیتری وگاس، دیوید گِتا و… می‌باشند که حضور هلندی‌ها در سبک موسیقی ترنس بسیار زیاد و چشمگیر است.
جشنواره‌های زیادی در دنیا مانند تومارولند (تومورولاند)، اولترا موزیک فستتیوال (یو ام اف) و… وجود دارد که در سر تا سر جهان برگزار می‌شود و افراد پرچم کشور خود را به نشانه صلح جهانی بالا ی سر خود می‌برند.

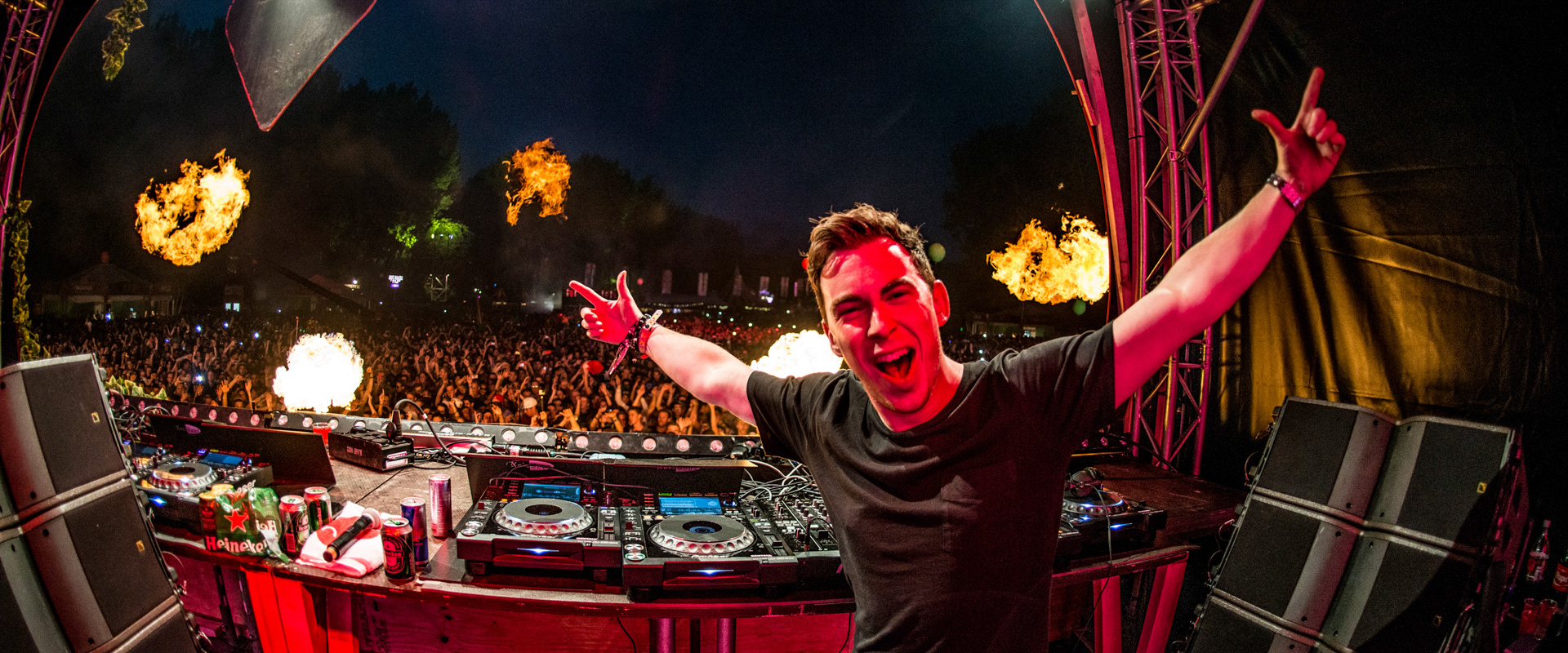
دی‌جی هاردول، یکی از کسانی است که توانسته آثار خود را در جشنواره موسیقی اولترا پخش کند

در ایران اغلب از موزیک‌های ترنس در جشن‌ها، میتینگ، پارتی و عروسی‌ها استفاده می‌شود. سیاوش قمیشی بنیان‌گذار این سبک در ایران به‌شمار می‌رود.
همچنین این سبک می‌تواند به عنوان ترکیبی از اشکال مختلف موسیقی الکترونیک مانند موسیقی اینداستریال، موسیقی تکنو و موسیقی هاوس درک شود. منشأ شکل‌گیری لفظ خلسه یا ترنس نامعلوم است ولی ایده‌هایی مبنی بر مشتق گرفته بودن از آلبوم ۱۹۸۱ کلاوس شولتز با عنوان ترنسفر یا از جنبش‌های روزهای اولیه شکل‌گیری این سبک (به انگلیسی: Dance2Trance) وجود دارد.
در هر صورت این نام بدون شک مرتبط با قابلیت مشاهده شده استفاده موسیقی برای غالب شدن به حالت هوشیاری به عنوان خلسه شناخته شده‌است. پاره‌ای از تأثیرات بعضی از قطعه‌های موسیقی ساخته شده در این سبک در ارتباط با موسیقی وادارکننده با حالت خلسه‌است که توسط شمن‌ها در طول مدت طبل‌نوازی ساخته شده‌است. از آنجایی که این موسیقی به صورت وسیعی در کلاب‌های شبانه، نقاط تفریحی و در داخل شهرها پخش می‌شود، می‌توان آن را گونه‌ای از موسیقی موسیقی کلاب به‌شمار آورد.

## تاریخچه
ریشه اصلی: از کشور آلمان به عنوان زادگاه این سبک موسیقی نام برده می‌شود. به‌طوری‌که ملودی‌های اصلی ترنس در سال ۱۹۹۳ در شهر فرانکفورت پا به عرصه حضور نهادند. انترنس در اوایل دهه ۹۰ از انواع موسیقی تکنو (Techno) و رقص (Dance) منشعب شد. موسیقی ترنس در حال حاضر جزء انواع پر طرفدار موسیقی‌های الکترونیکی می‌باشد و باید اذعان کرد که پایه و اساس آن سکانسر (Sequencer)، سینتی سایزر (Synthesizer) و افکت‌های الکترونیکی است.
در دنیای موسیقی امروز اصطلاح ترنس (Trance) شامل محدوده وسیعی از موسیقی می‌شود. در قسمتی از این طیف همانند کارهای یان ون دال (Ian Van Dahl) یا حتی گروه ATB شاهد موسیقی ای هستیم که بیشتر شبیه به موسیقی رقص مردمی (Pop Dance) است و شما می‌توانید آن‌ها را در منزل، اتومبیل یا هنگام پیاده‌روی با دستگاه پخش موسیقی خود گوش کنید و احساس کنید که دقیقاً در یک مهمانی بزرگ هستید. در قسمت دیگر از طیف موسیقی ترنس به افرادی مانند ساشا و ویلیام اربیت (Sasha & William Orbit) برمی‌خوریم که موسیقی الکترونیک مردمی را به سمت موسیقی ترنس سوق داده‌اند.
ترنس در اوایل دهه ۹۰ از انواع موسیقی تکنو (Techno) و رقص (Dance) منشعب شد. موسیقی ترنس در حال حاضر جزء انواع پر طرفدار موسیقی‌های الکترونیکی می‌باشد و باید اذعان کرد که پایه و اساس آن سکانسر (Sequencer)، سینتی سایزر (Synthesizer) و افکت‌های الکترونیکی است.

## زیرشاخه‌های سبک

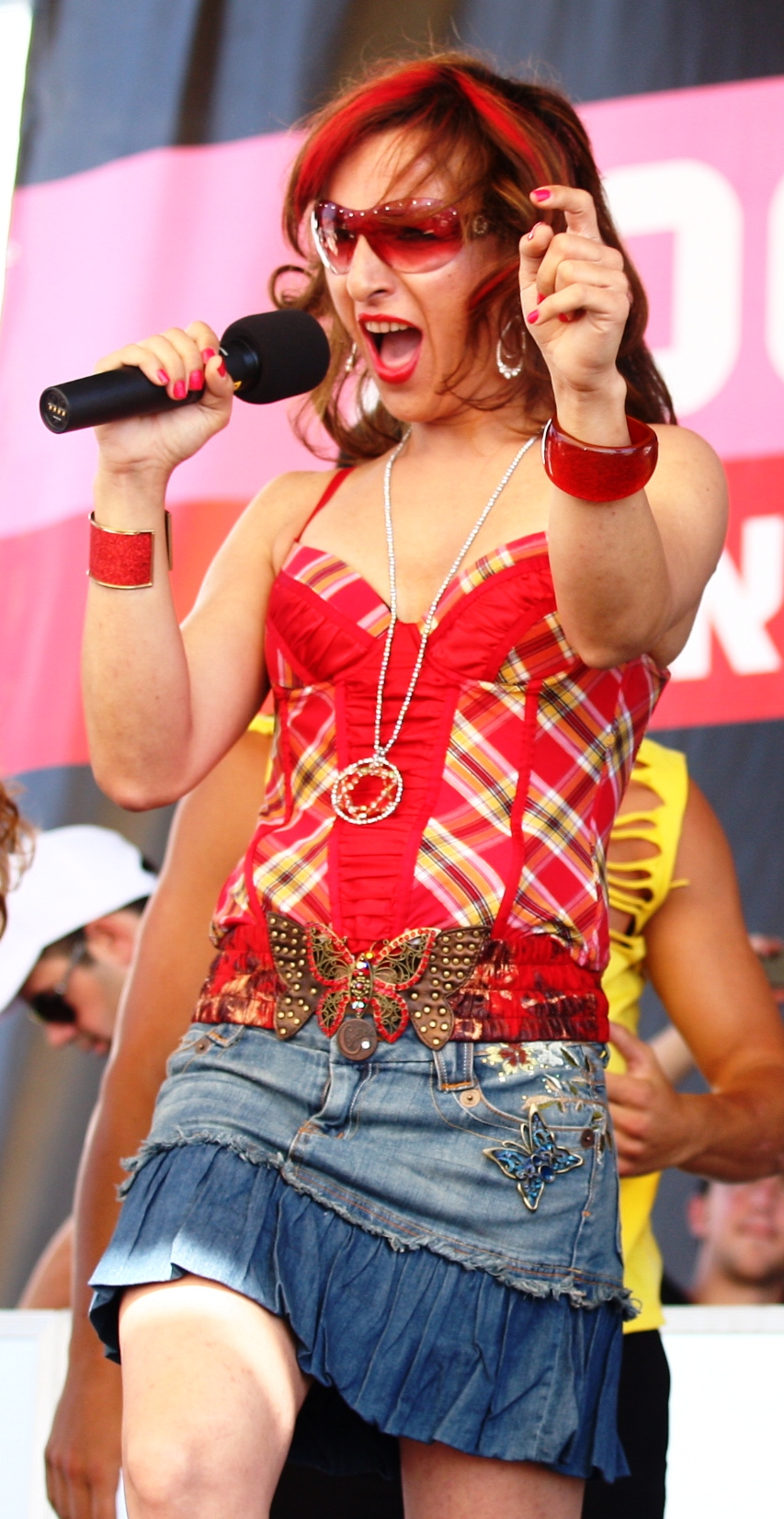
آدرت اجراکننده برنامه‌های سرگرم‌کننده به وسیله موسیقی و رقص

امروزه موسیقی ترنس به دو دسته و زیرشاخه بسیار وسیع تقسیم شده که هر زیر شاخه طرفداران و دنبال‌کننده‌های خاص خود را دارد.
زیر شاخهٔ اول پراگرسیو ترنس نام دارد. در این زیرشاخه با حفظ قوانین اصلی ترنس آهنگسازان اقدام به ساخت و استفاده صداهایی پیشرفته تر می‌کنند همچنین محور اصلی آهنگ بر پایهٔ میکس، انتخاب و بازی با صداهاست تا ملودی و حس موسیقایی. Tempo یا تندای آهنگ‌های این زیرشاخه معمولاً میان ۱۲۸ تا ۱۳۴ ضرب در دقیقه‌است و همین‌طور بر پایه استفاده از نویزهای سفید و استفاده از حس غافلگیری این سبک را مدرنتر و شاخص تر نسبت به سبکهای دیگر کرده‌است. از مهم‌ترین آهنگسازان و هنرمندان این زیرشاخه می‌توان تییستو، آرمین ون بورن، کاسمیک گیت، ای‌تی‌بی، بی‌تی، لئون بویلر و تیدی را نام برد.
زیر شاخهٔ دوم آپلیفتینگ ترنس نام دارد. این زیر شاخه شباهت بیشتری به ترنس سال‌های دور دارد. بیشتر آهنگ‌های این زیرشاخه بر پایهٔ ملودی و ساخت موسیقی هستند هرچند که میکس آهنگ نیز مهم است. استفاده از فضاهای هیجانی و احساسی در این زیر شاخه بیشتر به چشم می‌خورد. تمپو یا تندای این زیرشاخه معمولاً میان ۱۳۲ تا ۱۴۲ است هرچند که به ندرت آهنگسازان از ۱۴۰ ضرب در دقیقه بالاتر می‌روند. می‌توان گفت بیش از ۸۰ درصد آهنگ‌های این زیرشاخه بر روی ۱۳۸ ضرب در دقیقه می‌باشند. از مهم‌ترین آهنگسازان این زیر شاخه می‌توان از Arctic Moon, Alex Morph, Daniel Kandi, Aly & Fila, Suncatcher, SoundLift, Sean Tyas, John O'Callaghan, Sebastian Brandt, Andy Blueman, Adam Nickey و Matt Bukovski نام برد.
در سالهای اخیر یک زیرشاخه‌ای از آپلیفتینگ ترنس به نام ارکسترال ترنس با پیشگامی اندی بلومن، ساندلیفت، آرکتیک مون، رالف بارندز توسعه یافت. در این سبک از قواعد و سازهای سمفونیک و ارکسترال استفاده می‌شود.
در چند سال گذشته عده‌ای از هنرمندان ترنس با تلفیق پراگرسیو ترنس و موسیقی هاوس زیرشاخه‌ای‍ را به نام تراوس به وجود آوردند که اکثر آرتیستهای معروف ترنس به این سبک مهاجرت کردند. این امر موجب نارضایتی شدید هواداران قدیمی ترنس شد.
سبک نو ظهور دیگری به نام بیگ روم ترنس Big Room Trance، اقتباس شده و تلفیقی از سبک موسیقی الکترو هاوس و ترنس می‌باشد هر چند طرفداران و منتقدان خاص خود را دارد، از هنرمندان این سبک می‌توان به: Marlo , Mark Sixma , W&W , Armin Van Buuren , Jochen Miller , و … نام برد.